# 2-Éthylhexanoate de potassium
Le 2-éthylhexanoate de potassium, également connu sous le nom d'iso-octanoate de potassium, est un composé chimique de formule C8H15KO2 utilisé pour transformer le sel de tertbutylammmonium de l'acide clavulanique en clavulanate de potassium. Il est également utilisé comme anti-corrosif dans l'antigel automobile.